# Wienerfilharmonikernas nyårskonsert 1994

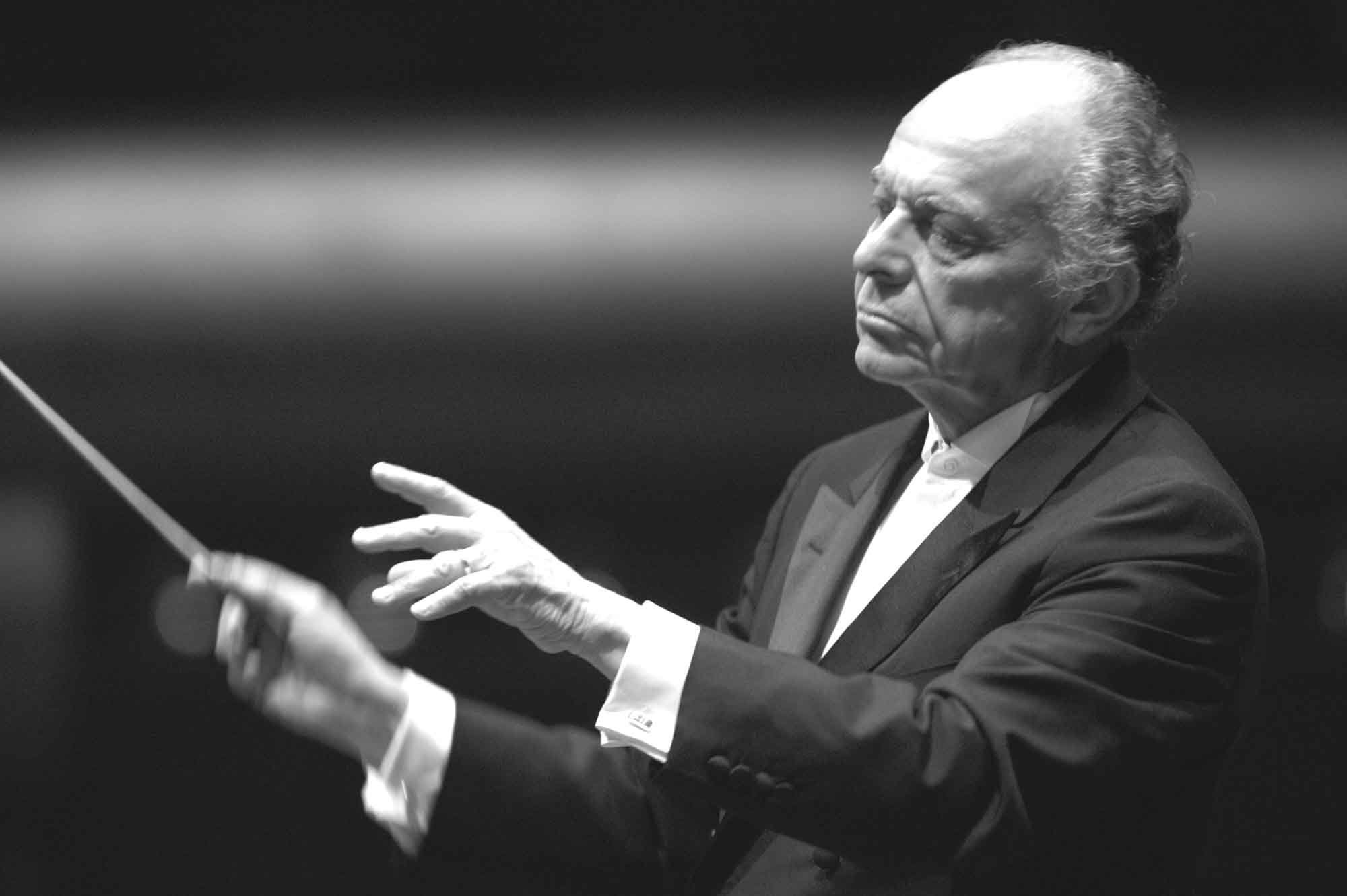
Lorin Maazel

Wienerfilharmonikernas nyårskonsert 1994 räknas som den 54:e nyårskonserten från Wien och ägde rum den 1 januari 1994 i Wiens Musikverein. Dirigent var Lorin Maazel, som även dirigerade konserterna åren 1980-1986.

## Historia
Strikt räknat var det Wienerfilharmonikernas 49:e nyårskonsert, eftersom det inte var förrän 1946 som namnet introducerades. Dessutom var det den 55:e Årsskifteskonserten, då det vid årsskiftet 1939/40 gavs en Außerordentliches Konzert (extraordinär konsert) av Wienerfilharmonikerna, som dock ägde rum på nyårsafton 1939. Från 1941 dirigerades nyårskonserten av Clemens Krauss, med undantag för åren 1946 och 1947 då Krauss förbjöds att dirigera på grund av sin närhet till nazistregimen och ersattes av Strausspecialisten Josef Krips.
Efter Clemens Krauss död 1955 följde Willi Boskovsky, konsertmästare i Wienerfilharmonikerna, som dirigerade konserten 25 gånger i rad. Från 1980 till 1986 följde sju konserter med dirigenten Lorin Maazel, som tjänstgjorde som chef för Wiener Staatsoper från 1982 till 1984. Därefter beslutade Wienerfilharmonikerna att bjuda in en ny dirigent varje år.
Som har varit fallet varje år sedan 1980 var blomsterdekorationerna en gåva från den italienska staden San Remo.

## Program

### 1:a delen
1. Johann Strauss den yngre: Caroussel-Marsch, op. 133*
2. Johann Strauss den yngre: Accelerationen, Vals, op. 234
3. Josef Strauss: Aus der Ferne, Polka mazur, op. 270
4. Josef Strauss: Feuerfest!, Polka française, op. 269
5. Johann Strauss den yngre: Lieder-Quadrille, op. 275*
6. Eduard Strauß: Mit Chic, Polka schnell, op. 221*

### 2:a delen
1. Johann Strauss den yngre: Ouvertyr till operetten Eine Nacht in Venedig
2. Joseph Lanner: Die Schönbrunner, Vals, op. 200*
3. Johann Strauss den yngre: L'Enfantillage-Polka, Polka française (Zäpperl-Polka), op. 202**
4. Johann Strauss den yngre: Ein Herz, ein Sinn, Polka mazur, op. 323
5. Johann Strauss den yngre: Klänge der Heimat, Csárdás ur operetten Die Fledermaus, o. op. (Orkesterversion)
6. Johann Strauss den yngre: Geschichten aus dem Wienerwald, Vals, op. 325 (Version för orkester och två violiner, Violiner: Lorin Maazel och Werner Hink)[4]
7. Josef Strauss: Ohne Sorgen, Polka schnell, op. 271

### Extranummer
1. Johann Strauss den yngre: Lucifer-Polka, Polka schnell, op. 266*
2. Johann Strauss den yngre: An der schönen blauen Donau, Vals, op. 314
3. Johann Strauss den äldre: Radetzkymarsch, op. 228

Verkförteckningen och verkens ordning finns på Wienerfilharmonikernas webbplats.
De verk markerade med * stod för första gången på programmet till en nyårskonsert.
** Verbet 'zäpperln' betydde på wienerdialekt att röra sig med små steg som en åldring eller i detta fall, som små barn.

## Weblänkar
- Program för nyårskonserten 1994 på wienerphilharmoniker.at